# Nemertodermatidae
Los nemertodermátidos (Nemertodermatidae) son una familia de animales marinos primitivos  perteneciente al filo Xenacoelomorpha.

## Géneros
Se reconocen los siguientes:
- Meara Westblad, 1949
- Nemertinoides Riser, 1987
- Nemertoderma Steinböck, 1930
- Sterreria Lundin, 2000